# Tlatlaya
Tlatlaya é um município do estado do México, no México.